# Parco nazionale di Bukit Barisan Selatan
Il parco nazionale di Bukit Barisan Selatan è  un'area naturale protetta situata a Sumatra, in Indonesia. Copre una superficie  di 3568 km² e si estende su tre province: Lampung, Bengkulu e Sumatra Meridionale

## Storia
Fondato come "santuario per la natura" nel 1935, l'area è divenuta parco nazionale nel 1982. Insieme ai parchi nazionali di Gunung Leuser e di Kerinci Seblat appartiene ai patrimoni dell'umanità della foresta tropicale di Sumatra.

## Flora
Secondo il Fondo mondiale per la natura, recentemente il parco ha perso il 20% delle sue foreste a causa dell'agricoltura illegale. Il WWF ha scoperto che più di 450 km² di terra del parco sono stati utilizzati per coltivare caffè e quest'organizzazione sta ora lavorando con le compagnie multinazionali del caffè (tra cui la Nestlé) per impedire loro di acquistare e mettere in commercio caffè prodotto illegalmente.

## Fauna
Il parco è la dimora di molte specie minacciate, tra cui:
- l'elefante di Sumatra (Elephas maximus sumatrensis) - circa 500 esemplari, il 25% della popolazione rimasta di questa sottospecie
- il coniglio striato di Sumatra (Nesolagus netscheri)
- il rinoceronte di Sumatra (Dicerorhinus sumatrensis) - in questo parco vive la popolazione più numerosa rimasta sull'isola, 60-85 esemplari
- la tigre di Sumatra (Panthera tigris sumatrae) - circa 40 tigri adulte, il 10% della popolazione rimasta)
- il cuculo di terra di Sumatra (Carpococcyx viridis) - 50-250 esemplari, creduto estinto dal 1916 e riscoperto solo nel 1997[3].